# Związek Inżynierii Wojskowej
Związek Inżynierii Wojskowej – stowarzyszenie wojskowych w II Rzeczypospolitej.
Powstanie Związku Inżynierii Wojskowej zostało zainicjowane na I Zjeździe Koleżeńskim b. Wychowanków Szkół Podchorążych Rezerwy Saperów, zorganizowanym w 1935 w Modlinie. ZIW został zalegalizowany na początku kwietnia 1936 przez władze cywilne i wojskowe. Jego celem było zorganizowanie inżynierów i techników, oficerów i podchorążych rezerwy saperów Wojska Polskiego w dążeniu do konsolidacji rezerw technicznych armii polskiej.
Siedziba ZIW mieściła się przy ul. 6 sierpnia 54/56 w Warszawie.
Pierwszym przewodniczącym ZIW został wybrany inż. Henryk Janczewski, a we władzach zasiedli inż. J. Domaniewski, inż. J.K. Puzyna, Z. Pickuth, inż. W. Pawłowski, J. Słaboszewicz, F. Pawłowski.